# F.R.A.M
F.R.A.M — музичний етно-рок колектив із Києва.
Має три окремих програми російською та українською мовами, а також інструментальну для середньовічної дискотеки та підзвучки усіляких тематичних шоу.
Також виконує волинкові кавер-версії пісень популярних гуртів.
Дали безліч клубних та фестивальних концертів в Україні, Польщі, Росії та Білорусі, та співпрацювали з музикантами світового рівня.

## Історія
Колектив взяв собі назву від слова «fram» — це був клич вікінгів, який означав «вперед». Так само називався славний корабель, на якому плавали мандрівники — підкорювачі Північного і Південного полюсів. Цей корабель був сконструйований спеціально для дослідження полярних областей. Їх музика несе в собі частинку північної суворості. І за цією аналогією з північною естетикою назвали колектив на честь цього корабля.
Українська mittelalter-rock група, на творчість якої вплинула сучасна німецька сцена (In Extremo, Subway to Sally, Tanzwut, Letzte Instanz), а також російські команди — Оргия Праведников і Дартс.
Група F.R.A.M. утворилася в 2008 році на базі акустичного дуету Олексія «Clover» Шкуропатського (ex-Cloverband, ex-Амарок), який грав на шалмеї, і волинщика Антона «Кая» Корольова. Дует часто міняв назви, не мав твердого творчого вектора і репетиції його носили несистематичний характер, але в основі його репертуару вже лежав матеріал, з якого виросла мелодика F.R.A.M. Перший склад гурту був таким: Олексій Шкуропатський — вокал, шалмей, волинка; Антон Корольов — волинка, і Наталія Гриценко (Absurd Inspirations), яка покинула колектив після першого виступу, — скрипка, програмування. Пізніше приєднується гітарист Олександр «Ерік» Волошин (Crazy Juliet, Angel: Cry), а місце вокаліста до липня 2009 року зайняв Максим «Ксодар» Грубер.
Гурт дає зі змінним успіхом концерти в київських клубах, часто змінює склад.
В кінці листопада — початку грудня 2009 року F.R.A.M. на студіях Home-records і Pushkin-Records в Києві, записує дебютний альбом під назвою «Двері Квітня». На альбомі в якості запрошених музикантів фігурують учасники групи Чорна Перлина.
По завершенню роботи над альбомом групу залишають барабанщик Sad Maniac, гітарист Олександр «Ерік» Волошин і вокаліст Максим Грубер. А сам альбом, виданий Перехрестя-Рекордс, виходить в травні 2010 року.
Уже в новому році колектив залишає бас-гітарист Олег Неверов, що теж брав участь у записі альбому і чудово відіграв зимово-весняні концерти.
За час свого існування гурт виступив на різного ступеня масштабності готичних, історичних і рок-фестивалях України, таких як «Діти Ночі», «Битва Націй», «Археологія», «Стародавній Меджибіж», дала безліч локальних концертів, ділила сцену з такими виконавцями, як Otto Dix, Шмели, Сергій Калугін, Grimfaith, Inferno, Idol, Alice in Wonderland і Тінь Сонця.
Найкращий український гурт 2011 року за версією журналу Gothica.
Ведеться студійне співробітництво з такими групами, як Natural Spirit і Cruachan.

## Склад
- Олексій Шкуропатській — менеджер, волинка
- Ерланд Сиволапов — ударні, перкусія
- Віра Бренер — вокал
- Микола Турунен — гітара, бек-вокал

## Дискографія
- (2012) Ride On (Single)
- (2010) Повернення Додому (Single)
- (2010) Двері квітня
- (2014 року) Keep calm and blow your bagpipe / Волинка і рок-н-рол